# André Boniface
André Boniface (14. srpna 1934 Montfort-en-Chalosse – 8. dubna 2024 Bayonne) byl francouzský ragbista, který hrál jako tříčtvrtka a křídlo. V roce 2011 byl vybrán do Světové ragbyové síně slávy.
Za Francii odehrál 48 zápasů a připsal si 44 bodů (1954 – 1966). Čtyřikrát vyhrál Pohár 5 národů (1954, 1955, 1959, 1962). Na klubové úrovni hrál v sezoně 1951/1952 za US Dax a potom až do roku 1972 hrál za Stade Montois. V roce 1963 vyhrál francouzskou ligu. Byl trenérem Stade Montois v letech 1969 až 1972 a posléze v letech 1977 a 1978.
Měl 3 děti. Jeho bratr Guy byl v roce 2011 také zvolen do Světové ragbyové síně slávy. Po bratrech Bonifaceových je pojmenován stadion Stade Montois.